# BIP Investment Partners
BIP Investment Partners est une société d'investissement fondée en avril 2000 et basée au Luxembourg. Elle a fait partie de l'indice LuxX jusqu'en février 2014, lorsque ses actions ont été retirées de la cote. 

## Historique
Elle est fondée en avril sous le nom de BGL Investment Partners, via une coentreprise entre la Banque Générale du Luxembourg (BGL) – actuellement BGL BNP Paribas  – et plusieurs investisseurs privés.  Dans le même temps, la société a ouvert son capital au public via une IPO. À l'issue de cette émission, BGL détient 40 % du capital. En 2006, la société prend son nom actuel ; la part de BGL descend à 10 % du capital pendant la participation du groupe d'Assurances La Luxembourgeoise passe à 15 %.  

## Participations
À fin 2011, 51 % environ du portefeuille est investi à long terme sur d'autres sociétés cotées telles que SES Global, Arcelor Mittal ou RTL. 